# Adiantum gracile
Adiantum gracile är en kantbräkenväxtart som beskrevs av Fée. Adiantum gracile ingår i släktet Adiantum och familjen Pteridaceae. Inga underarter finns listade.